# 日本積善銀行
日本積善銀行（にほんせきぜんぎんこう）は、1922年（大正11年）に経営者の乱脈経営が原因で破綻した京都の銀行。これが契機になり、多くの銀行で取り付け騒ぎに発展し、休業、破綻が相次いだ。これら一連の流れは「積善銀行事件」と呼ばれ、銀行のリスク管理の教訓となっている。

## 沿革
- 1893年（明治26年）5月23日 - 竹花嘉兵衛ら京都織物業界の有志により京都貯蔵銀行が設立（資本金10万円、頭取 膳平兵衛）
- 1914年（大正3年）2月 - 高倉藤平が株式の取得により頭取に就任[2]
- 1916年（大正5年）6月14日 - 大正貯金銀行[3]（高倉系）を合併し、日本貯蔵銀行に改称（登記）
- 1922年（大正11年）1月1日 - 貯蓄銀行法施行に伴い普通銀行に転換、日本積善銀行に改称し、資本金を500万円に増資[4]
- 1922年（大正11年）11月29日 - 休業[5]
- 1923年（大正12年）4月7日 - 破産宣告[6]

## 破綻の原因

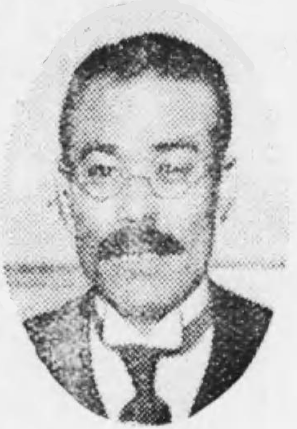
高倉為三

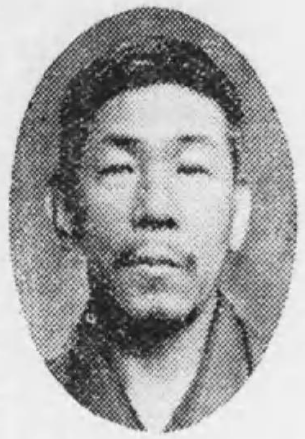
紙勇蔵

当行は、大相場師として有名であった高倉藤平の養子であり、藤平の跡を継いで堂島米穀取引所理事長でもあった常務の高倉為三が実質的に所有、支配していた。為三は、経営困難に陥っていた自己の経営する関係会社に投融資を実施し、その結果として、破綻に陥った。為三は業務上横領により懲役6年の刑に服すことになった。常務取締役の高倉は大正6年から行金10,809,900円を、専務の紙勇蔵は大正7年から1,472.600円を横領していた。
高倉為三は1886年大阪生まれで、株屋の高倉藤平の養子となった。藤平は有隣生命保険、浪速火災保険の社長、大阪堂島米穀取引所理事長のほか、伊勢電気鉄道などの役員を務めた。為三は養父から引き継いだ堂島米穀取引所からも横領していた。
紙勇蔵は宮城県出身。積善入行前、フランス語が多少できることから也阿弥ホテルの支配人代理をしていたことがあったが、社長の大沢善助から解雇されていた。妻は名古屋銀行 (東海銀行の前身)の発起人などを務めた名古屋の太物商・八木平兵衛の娘。